# Battaglia di Mahé
La battaglia di Mahé fu un combattimento navale minore nell'ambito delle Guerre rivoluzionarie francesi combattuto il 19 agosto 1801 nel porto di Mahé nelle Seychelles, colonia francese nell'Oceano Indiano. Sin dallo scioglimento dello squadrone francese nell'Oceano Indiano nel 1799, la Royal Navy aveva potuto mantenere indisturbata il dominio sulle Indie Orientali, controllando tutte le rotte commerciali. Il primo console francese Napoleone Bonaparte aveva delle ambizioni sul territorio dell'India britannica e dal 1798 aveva lanciato l'invasione dell'Egitto come primo passo per raggiungere lo scopo, minando le entrate commerciali dell'Inghilterra. La campagna si dimostrò un fallimento, e l'esercito francese in Egitto si trovò in difficoltà dal 1801 per colpa proprio di uno squadrone della Royal Navy nel Mar Rosso.
Per privare le navi inglesi nel Mar Rosso dei necessari rifornimenti, la marina francese inviò la fregata Chiffonne (36 cannoni) nell'Oceano Indiano occidentale al comando di Pierre Guiyesse. Questa nave, con a bordo anche 32 prigionieri politici diretti all'esilio, ebbe l'ordine di operare al largo di Mahé. La Chiffone giunse ad agosto presso le Seychelles e Guiyesse ordinò ai suoi uomini di effettuare le riparazioni necessarie per proseguire il viaggio. Ancorati nella baia corallina locale e protetti dalla batteria d'artiglieria costiera, i francesi pensavano che la loro nave sarebbe stata al sicuro da attacchi esterni.
Il comandante inglese della regione, il contrammiraglio Peter Rainier, aveva presagito che i francesi avrebbero presto inviato altre forze presso il Mar Rosso e pertanto ordinò alla HMS Sibylle (38 cannoni) al comando del capitano Charles Adam di portarsi in avanscoperta. Adam salpò alla volta di Mahé e vi trovò la nave francese in riparazione. Destreggiandosi in difficili manovre sulla barriera corallina, Adam portò la Sybille proprio a fianco della Chiffone e combatté per poco ma fieramente prima che Guiyesse fosse costretto ad arrendersi. Un mese dopo, il bricco francese Flèche, operando nel medesimo porto con la medesima missione, venne intercettato e affondato dal bricco inglese HMS Victor. Queste operazioni furono le ultime azioni significative nell'Oceano Indiano prima della firma della Pace di Amiens nell'ottobre di quello stesso anno.

## Antefatto
Nel 1801 le Guerre rivoluzionarie francesi erano ormai sul punto di concludersi. Il conflitto, che era iniziato nel 1792, aveva visto la Repubblica francese ed i suoi alleati combattere contro le principali potenze europee coalizzate, di cui la Gran Bretagna (recentemente rinominata Regno Unito) era stata il principale oppositore. Nell'Oceano Indiano, dove la Gran Bretagna manteneva un lucrativo impero coloniale facente capo all'India britannica, operava la Royal Navy che aveva la supremazia dell'area al comando del contrammiraglio Peter Rainier. Solo tra il 1796 ed il 1799 la marina francese era stata in grado di formare uno squadrone di fregate che operarono per cercare di scardinare le rotte commerciali inglesi, con base all'Île de France sotto il comando del contrammiraglio Pierre César Charles de Sercey. Gradualmente questa forza si era ridotta ed aveva fatto ritorno in Francia o era stata sconfitta in battaglia, e la distruzione della fregata Preneuse nella Battaglia di Port Louis nel dicembre del 1799 aveva restaurato il controllo assoluto della Gran Bretagna nell'area.

### Bonaparte in Egitto
L'importanza del commercio nelle Indie Orientali per l'economia inglese aveva incoraggiato i francesi ad intraprendere una serie di piani per minacciare il controllo britannico della regione, di cui il primo passo fu l'invasione dell'Egitto nel 1798 da parte dell'esercito francese comandato dal generale Napoleone Bonaparte. Malgrado iniziali successi, l'annientamento della flotta francese del Mediterraneo ad opera di Sir Horatio Nelson nella Battaglia del Nilo il 1º agosto 1798 effettivamente segnò la fine dell'operazione militare. Alla fine dell'anno Bonaparte iniziò a considerare la possibilità di rendere operativo uno squadrone da inviare a Suez e poi da lì nel Mar Rosso, ma il piano venne abbandonato quando uno squadrone della marina inglese iniziò ad operare da Jeddah al comando del contrammiraglio John Blankett, assumendo il controllo della regione. Bonaparte tornò in Francia l'anno successivo, ma lo squadrone inglese del Mar Rosso continuò a rimanere operativo.
Nel 1801, un esercito inglese venne sbarcato nell'Egitto settentrionale e impegnato in una breve campagna militare che si concluse con la capitolazione di Alessandria d'Egitto e la resa completa delle forze francesi presenti nel paese. Lo squadrone di Blankett diede supporto a distanza inviando un'armata dalla guarnigione indiana a risalire il Nilo, sebbene le sue forze giunsero troppo in ritardo per avere un'influenza decisiva nella campagna. La Francia ad ogni modo mantenne fermo il proprio proposito di compromettere il commercio inglese nel Mar Rosso verso l'India e per questo progetto la spedizione di Ganteaume nell'Oceano Indiano. L'unica nave disponibile a tale scopo ad ogni modo era la nuova Chiffonne (36 cannoni) che salpò da Nantes il 14 aprile 1801 al comando del comandante Pierre Guiyesse. A bordo portava 32 prigionieri politici condannati all'esilio, che Guiyesse aveva avuto ordine di sbarcare a Mahé, nelle Seychelles.

### Il viaggio di Guiyesse
La Chiffonne compì un viaggio nell'Oceano Indiano che fu pieno di eventi, catturando un mercantile portoghese al largo del Brasile il 15 maggio e poi incontrando la fregata portoghese Andorinha il 18 maggio. Armata con soli 24 cannoni, la Andorinha non poteva battere la Chiffone coi suoi 36 cannoni per parte e quindi decise di arrendersi dopo un breve scontro. Guiyesse successivamente rilasciò la nave, non prima però di aver caricato a bordo della propria nave i cannoni nemici. Passando il Capo di Buona Speranza, Guiyesse catturò l'East Indiaman Bellona il 16 giugno, inviando la nave all'Île de France, dove giunse senza incidenti. La Chiffone era però diretta al piccolo porto francese di Mahé, nelle Seychelles, colonie formalmente amministrate dall'Île de France, ma de facto largamente indipendenti.
Rainier stava compiendo una campagna nell'Oceano Indiano dal 1794 ed aveva partecipato alle operazioni nel Mar Rosso. Fu lui a pensare per primo che le Seychelles si trovassero in un punto ideale per questo tipo di operazione e pertanto diede ordine alla sua fregata più grande di portarsi nell'area per intercettare i razziatori francesi. Questa nave era la HMS Sibylle (38 cannoni) che era stata catturata ai francesi nel 1794 nel corso della Battaglia di Mykonos. Il comandante era Charles Adam, che aveva rimpiazzato Edward Cooke, dopo che questi era stato mortalmente ferito nel corso della presa della fregata francese Forte nella Baia del Bengala nel corso dell'Azione del 28 febbraio 1799.
Arrivando a Mahé, Guiyesse sbarcò i suoi prigionieri ed ordinò ai suoi uomini di preparare la fregata per un lungo viaggio. L'albero maestro nello specifico aveva bisogno di particolari lavorazioni e per questo venne rimosso mentre Guiyesse ancorava la Chiffone al centro di una complessa serie di rilievi corallini. Lo schooner catturato ed un piccolo ketch erano ancorati insieme nella medesima posizione e Guiyesse ordinò ai suoi uomini di portarsi in difensiva su una batteria d'artiglieria costiera. Questa batteria venne realizzata con parte dei cannoni della Chiffone, posti su pachi di legno e protetti da fascine.

## La Battaglia di Mahé

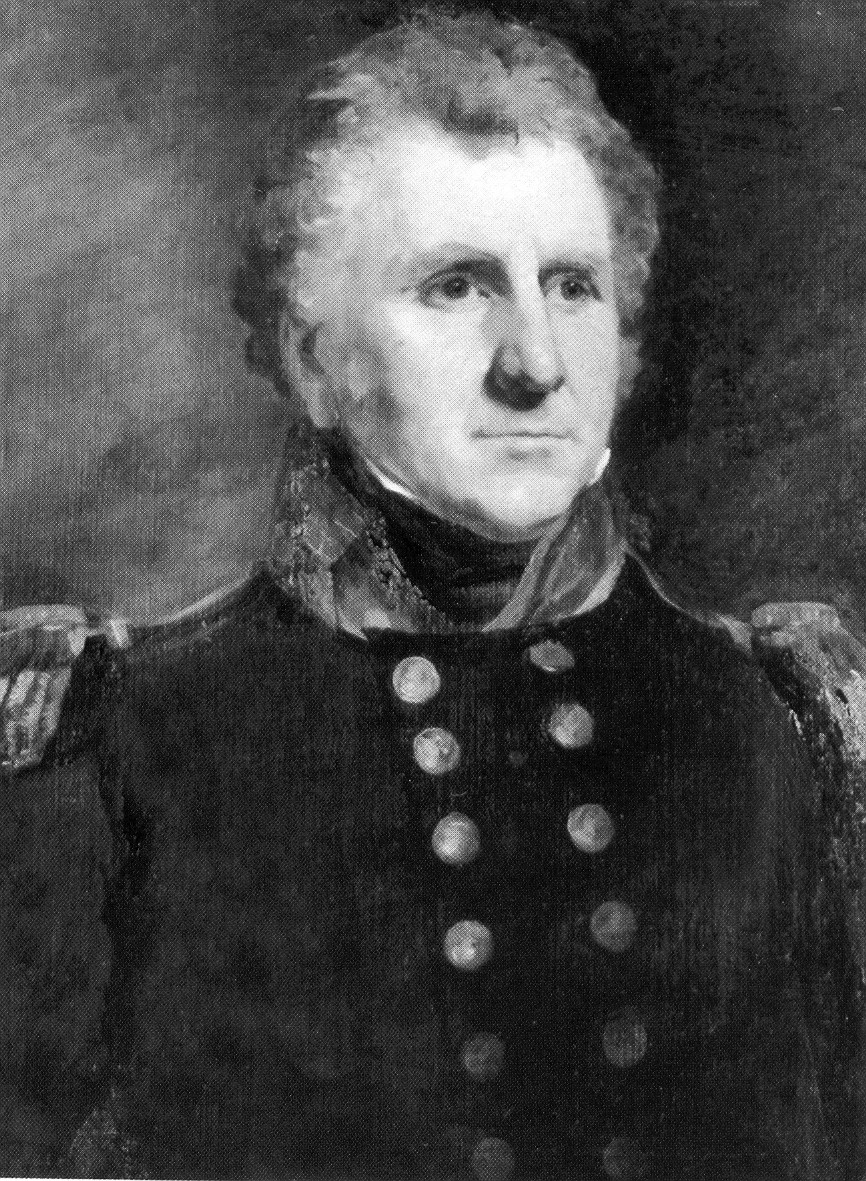
Charles Adam

Nelle prime ore del 19 agosto, la Sybille era nell'area delle Seychelles quando vennero osservati dei segnali nell'area della Ste. Anne Island, un piccolo isolotto ad est di Mahé. Adam trovò questo fatto particolarmente strano in quel frangente ed ordinò alla sua nave di portarsi in loco ad esaminare. Passando Ste. Anne con montata sul pennone una falsa bandiera francese, gli inglesi poterono chiaramente vedere la Chiffone ancorata presso Mahé. Adam aveva ordinato alla nave di essere preparata per la primavera, ma con questa scoperta la situazione si faceva decisamente più interessante ed intricata nel contempo. Passare nel fitto dedalo della barriera corallina per giungere sino alla nave francese avrebbe richiesto il posizionamento di un uomo sull'albero maestro della nave inglese per poter dare chiare indicazioni sui luoghi in cui fosse stato possibile passare osservando unicamente il diverso colore dell'acqua nelle diverse aree: il colore più scuro del mare indicava acque profonde, mentre il degradare dello stesso colore verso il chiaro era segno che la terra appariva più alta.
Le lente manovre di Adam richiesero più di un'ora, raggiungendo l'obbiettivo solo alle 10:15. Guiyesse non si era lasciato ingannare e già alle 10:00 aveva sparato un corpo di avvertimento quando la Sybille era ancora distante. Adam dal canto suo sapeva di essere ancora distante dalla Chiffone e di avere a separare le navi l'impenetrabile barriera corallina per altri 200 metri circa, ben lontano dal raggio dei cannoni nemici. Alle 10:25 Sybille si allineò correttamente ed Adam alzò la bandiera inglese e sparò la prima bordata verso la Chiffone, lo schooner e la batteria sulla spiaggia. Lo scambio di colpi fu breve, durando in tutto 17 minuti circa. Alle 10:42, con molte perdite e la sua nave danneggiata, Guiyesse alzò bandiera bianca e tagliò le catene della sua ancora, permettendo alla Chiffone di abbandonarsi alla deriva sulla costa corallina. Lo schooner si arenò poco dopo anch'esso. Adam rispose a questo inviando una barca con degli uomini a prendere formalmente possesso della Chiffone e ad attaccare la batteria a terra. Quando la barca raggiunse la spiaggia, ad ogni modo, i cannonieri francesi si ritirarono nella parte interna dell'isola, abbandonando completamente i loro pezzi d'artiglieria.
Le perdite della Sybille furono lievi con solo due morti e un ufficiale leggermente ferito. Le perdite della Chiffone furono ben più alte con 23 morti e 30 feriti. I circa 160 marinai sopravvissuti vennero catturati, mentre altri 100 circa fuggirono. Dopo la battaglia Adam chiese spiegazioni di quanto accaduto al governatore di Mahé Jean-Baptiste Queau de Quincy, dal momento che l'isola si era dichiarata da tempo neutrale eppure questa stessa neutralità era stata deliberatamente violata dalla Chiffone. Quincy fu in grado di persuadere Adam di non essere responsabile di quanto accaduto né dell'ordine di attacco e raggiunse un accordo noto come "Capitolazione delle Seychelles", che avrebbe permesso ai francesi di rientrare all'Île de France attraverso il blocco inglese senza problemi ulteriori. La Chiffone venne rimossa dalla barriera corallina e riparata, Adam salpò con le altre due navi catturate il 4 maggio e tornò a Madras dove giunse il 22 settembre, dove Rainier autorizzò l'inclusione della nave nella Royal Navy col medesimo nome. Adam ottenne successivamente una spada commemorativa dalla Madras Insurance Company da cui ottenne pure la ricompensa personale di 200 ghinee.

### Posizioni di battaglia
| Nave                               | Comandante               | Marina             | Cannoni | Tonnellate | Bordate weight      | Complemento | Perdite | Perdite | Perdite |
| Nave                               | Comandante               | Marina             | Cannoni | Tonnellate | Bordate weight      | Complemento | Morti   | Feriti  | Totale  |
| ---------------------------------- | ------------------------ | ------------------ | ------- | ---------- | ------------------- | ----------- | ------- | ------- | ------- |
| HMS Sybille                        | Capitano Charles Adam    |                    | 48      | 1091bm     | 503 libbre (228 kg) | 271         | 2       | 1       | 3       |
|                                    |                          |                    |         |            |                     |             |         |         |         |
| Chiffone                           | Capitano Pierre Guiyesse | Francia (bandiera) | 40      | 945bm      | 370 libbre (170 kg) | 296         | 23      | 30      | 53      |
| Fonte: Clowes, 1997 [1889], p.541, |                          |                    |         |            |                     |             |         |         |         |

## I combattimenti di settembre
L'azione venne seguita alcune settimane dopo dallo scontro tra il bricco Flèche (18 cannoni) che a giugno giunse in loco da Nantes con a bordo altri 35 prigionieri politici con la medesima missione della nave che lo aveva preceduto. La Flèche utilizzò anch'ella la Mahé come base per razziare il commercio inglese, sotto il comando del tenente Jean-Baptiste Bonami, ma venne scoperta presso le Seychelles alle 11:30 del 2 settembre dalla HMS Victor (18 cannoni). La Victor, comandata dal capitano George Ralph Collier, era una piccola nave con un armamento eccezionale per la sua taglia. Collier si era distaccato dallo squadrone del Mar Rosso per dare la caccia alla Flèche ed inizialmente aveva salpato verso Diego Garcia per fare rifornimento di carne di tartaruga prima di partire alla volta delle Seychelles. Avvistata la preda, Collier decise di darle caccia e catturò il bricco francese alle 17:30, solo per trovarsi nel fianco due bordate della Flèche, per quanto i suoi cannoni avessero ampiamente restituito il fuoco. Bonami sfruttò il suo vantaggio per distanziarsi dalla Victor, ma non fu in grado di seminare la nave nemica. Collier seguì la nave avversaria per i due giorni successivi, in attesa dell'occasione adatta per colpire. La sera del 5 settembre ad ogni modo il bricco francese riuscì a fuggire.
Collier pensò che la Flèche stesse alla fonda a Mahé e pertanto diresse la Victor verso il porto. Quando l'isola venne avvistata alle 15:30 di quello stesso giorno, il bricco francese poté essere visto all'ancora. Collier lentamente si avvicinò al suo obbiettivo, ancorandosi dietro la barriera corallina alle 19:00. Col calare della notte Collier non era intenzionato ad arrischiare la sua nave tra l'intricato labirinto di canali e pertanto il mastro di nave, James Crawford, prese una barca e si mise a scandagliare il fondo alla ricerca di un canale sicuro. La mattina successiva la Flèche era pronta al combattimento alla foce del canale, con gli uomini fuggiti a suo tempo dalla Chiffone pronti a dare una mano per la resistenza. Collier prese la Victor e con essa si portò proprio di fronte al bricco francese che continuò a sparare sugli inglesi man mano che questi avanzavano. Il processo richiese tutto il giorno e la Victor non fu in grado di raggiungere acque sicure sino alle 21:00, gradualmente portandosi verso la Flèche verso sera. Alle 23:45 Collier riuscì a portare la sua nave sufficientemente vicina a quella del nemico per aprire il fuoco con una potente bordata. Iniziò così un duello che perdurò per due ore sino alle 02:20 del 7 settembre quando la Flèche iniziò ad imbarcare acqua.
Quando gli inglesi avanzarono con una barca per prendere possesso della nave francese, i francesi decisero di spingere la loro nave ad incagliarsi sulla barriera corallina e le diedero fuoco. Quando gli inglesi giunsero sul posto spensero il fuoco ma i danni alla nave erano ormai tali che la Flèche venne lentamente lasciata affondare. Anche se due uomini erano rimasti feriti nel corso del combattimento del 2 settembre, nessun inglese era morto al 7 settembre, malgrado i pesanti danni alla Victor. Bonami riportò poi tra i francesi 4 morti senza specificare il numero dei feriti, per quanto i marinai inglesi avessero riportato un gran numero di morti appoggiati al bordo della nave.

### Posizioni di battaglia
| Nave                                     | Comandante                    | Marina             | Cannoni | Tonnellate | Bordate weight      | Complemento | Perdite | Perdite | Perdite |
| Nave                                     | Comandante                    | Marina             | Cannoni | Tonnellate | Bordate weight      | Complemento | Morti   | Feriti  | Totale  |
| ---------------------------------------- | ----------------------------- | ------------------ | ------- | ---------- | ------------------- | ----------- | ------- | ------- | ------- |
| HMS Victor                               | Capitano George Ralph Collier |                    | 18      |            | 262 libbre (119 kg) | 120         | 0       | 2       | 2       |
|                                          |                               |                    |         |            |                     |             |         |         |         |
| Flèche                                   | Tenente Jean-Baptiste Bonami  | Francia (bandiera) | 18      |            | 78 libbre (35 kg)   |             | 4       | ?       | c.4     |
| Fonte: Harvnb, lowes, 1997 [1889], p.542 |                               |                    |         |            |                     |             |         |         |         |

## Conseguenze
Il combattimento a Mahé segnò la fine di una serie di combattimenti nell'Oceano Indiano nel corso delle guerre rivoluzionarie francesi; Lord St Vincent descrisse la presa della Chiffone come "l'ultima e la più avvincente azione di una fregata nella guerra intera". Il 1 ottobre i termini della Pace di Amiens vennero posti in essere, anche se questi non raggiunsero l'Oceano Indiano sino al febbraio del 1802. Rainier si aspettava la firma della pace da un momento all'altro e pertanto non preparò alcun tipo di operazione nel frattempo. La Pace effettivamente riportò il teatro di guerra allo status precedente all'inizio del conflitto, con l'eccezione del Ceylon olandese che passò alla corona inglese in maniera permanente. Entrambi gli schieramenti sfruttarono il periodo di pace per ricostruire le proprie forze navali nelle Indie Orientali in quanto nessuna delle due parti era convinta che questa pace sarebbe potuta durare a lungo come appunto poi dimostrò l'inizio delle Guerre napoleoniche nel maggio del 1803.